# Myoxinus asper
Myoxinus asper är en skalbaggsart som beskrevs av Bates 1880. Myoxinus asper ingår i släktet Myoxinus och familjen långhorningar.
Artens utbredningsområde är Nicaragua. Inga underarter finns listade i Catalogue of Life.